# Gmina Kościelisko
Die Gmina Kościelisko ist eine Landgemeinde im Powiat Tatrzański der Woiwodschaft Kleinpolen in Polen. Ihr Sitz ist der gleichnamige Fremdenverkehrsort mit etwa 3900 Einwohnern.
Die Gemeinde unterhält eine Partnerschaft mit der slowakischen Stadt Tvrdošín und ist Mitglied des Partnerschafts-Projektes Twintown, dem die Kommunen Durbuy (Belgien), Valga (Estland), Osthammar (Schweden), Kobylnica (Polen) sowie Uusikaupunki und Orimattila (Finnland) angehören.

## Wirtschaft
Die Orte der Gemeinde am Fuß der Tatra sind stark vom Fremdenverkehr geprägt. In Witów beginnt ein Wanderweg durch die Dolina Chochołowska über die Polana Chochołowska zur Chochołowska-Hütte.
Bei Kościelisko liegt das Skigebiet Butorowy Wierch und mehrere kleinere Liftanlagen. In Witów befindet sich das Skigebiet Witów-Ski.

## Gliederung
Die Landgemeinde (gmina wiejska) Kościelisko gliedert sich in drei Ortsteile:
- Dzianisz
- Kościelisko
- Witów

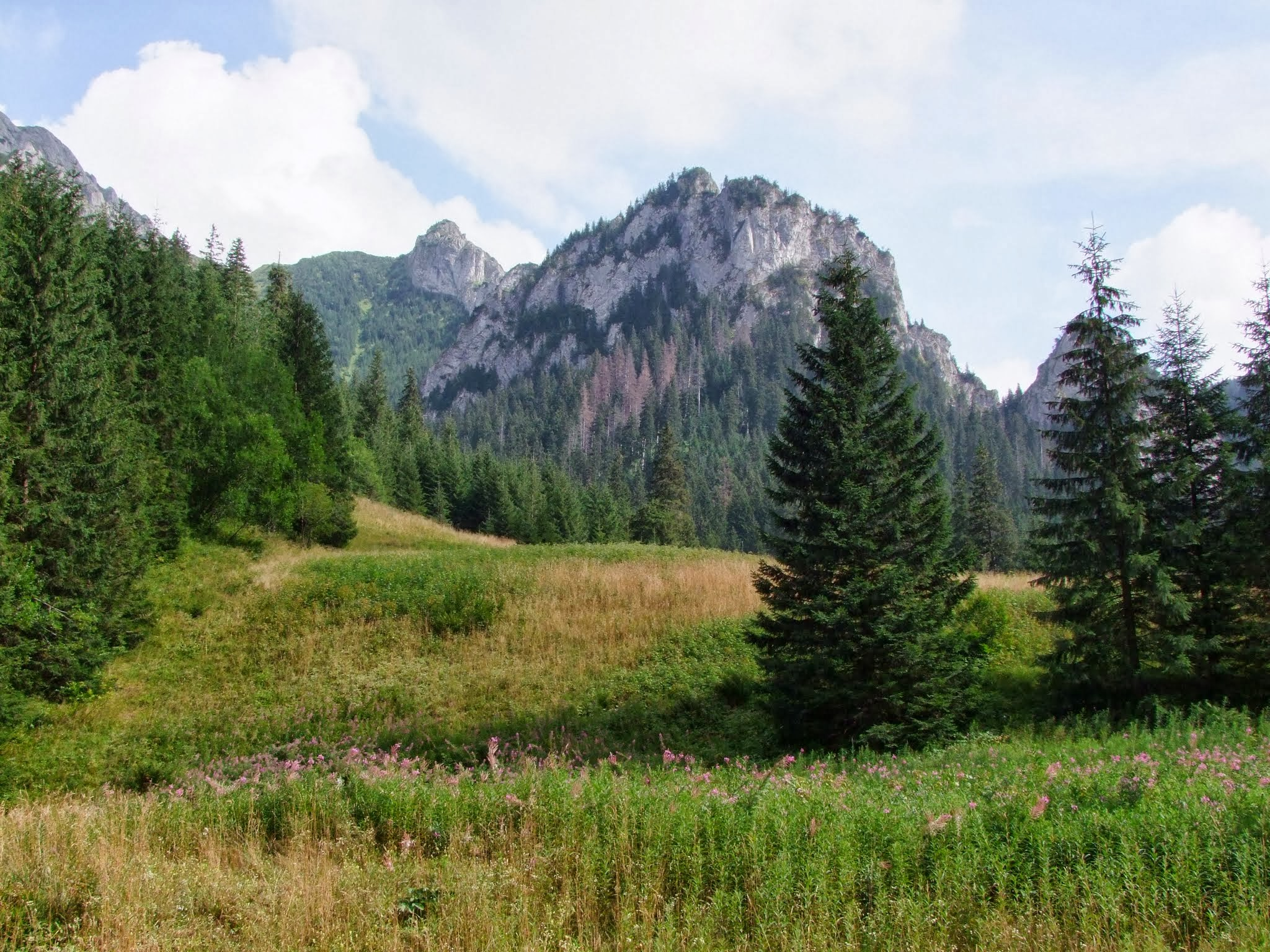
Dolina Kościeliska
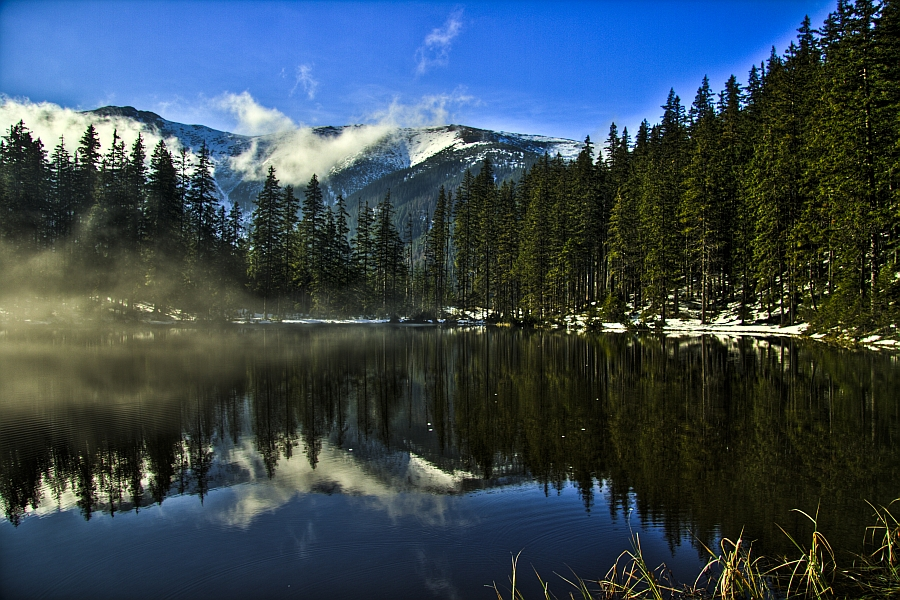
Smreczyński Staw

## Einzelnachweis
1. 1 2  Population. Size and Structure by Territorial Division. As of December 31, 2020. Główny Urząd Statystyczny (GUS) (PDF-Dateien; 0,72 MB), abgerufen am 12. Juni 2021.